# بنجامين فيرنانديز
بنجامين فيرنانديز (بالإنجليزية: Benjamin Fernandes)‏ هو مقدم تلفزيوني تنزاني، ولد في 25 نوفمبر 1992.